# Toscana (pel·lícula de 2022)
Toscana és una pel·lícula catalana de comèdia de 2022 escrita i dirigida per Pau Durà. És protagonitzada per Eduard Soto, Malena Alterio, el mateix Durà i Francesc Orella. Gravada principalment en català, es va estrenar als cinemes el 27 de maig de 2022. Abans, s'havia inclòs a la secció Pases especiales-Secció oficial no competitiva del Festival de Màlaga de 2022. El rodatge va començar l'1 de març de 2021 al País Valencià i va durar quatre setmanes. Està produïda per Good Machine Films, AIE.

## Sinopsi
Travessant en vespa la ciutat, i portant a la butxaca un pot amb esperma, en Santi va cap a una clínica de reproducció assistida per fer una in vitro amb la seva dona. De sobte, un cotxe el tomba i la conductora s'escapa. Incapaç d’engegar la moto, atura un taxi. No disposa de canvi i entra a un restaurant que hi ha a prop: el Toscana. Allà, en Ramon, el propietari, discuteix al telèfon per uns diners —suposadament en negre— destinats a la reforma del local. Quan en Santi li demana canvi, entra un paio dit Tomás reclamant la liquidació que se li deu. En Ramon s'hi nega tot al·legant que el negoci va malament. Llavors, en Tomàs treu una escopeta de caça: desesperat, ha consumit l'atur, ha de pagar la teràpia i ha deixat d'enviar-li diners a la Heidi, la seva exparella sueca que viu a Florència amb el seu fill Valter.

## Repartiment
- Eduard Soto: Tomás
- Malena Alterio: Elena
- Pau Durà: Santi
- Francesc Orella: Ramon
- Vanessa Cano
- Xavi Mira
- Ivana Miño: Heidi